# Margouillats de Rezé
Stade
Maillots
Les Margouillats de Rezé sont un club français de football américain basé à Rezé (Loire-Atlantique).

## Le club
Le club comprend :
- une équipe juniors
- une équipe de flag football senior
- une équipe de flag football -18

## Saison par saison
| Championnat | Championnat | Championnat      | Championnat      | Championnat      | Championnat      | Championnat      | Championnat      | Ouest Bowl           | Ouest Bowl         |
| Saison      | Division    | Résultat         | Vic.             | Nuls             | Déf.             | Pts pour         | Pts Contre       | Édition              | Résultat           |
| ----------- | ----------- | ---------------- | ---------------- | ---------------- | ---------------- | ---------------- | ---------------- | -------------------- | ------------------ |
| 2002        | -           | -                | 0                | 0                | 0                | 0                | 0                | Ouest Bowl 2002 VII  | 6e                 |
| 2003        | Régionale   | Poules           | 0                | 0                | 4                | 14               | 155              | Ouest Bowl 2003 VIII | Poules             |
| 2004        | Régionale   | Poules           | 2                | 0                | 4                | 60               | 94               | Ouest Bowl 2004 IX   | 6e                 |
| 2005        | D3          | Poules           | 0                | 0                | 6                | 19               | 299              | Ouest Bowl 2005 X    | Quart de finaliste |
| 2006        | D3          | Forfait générale | Forfait générale | Forfait générale | Forfait générale | Forfait générale | Forfait générale | Ouest Bowl 2006 XI   | Poules             |
| 2007        | Régionale   | Poules           | 2                | 0                | 4                | 44               | 129              | Ouest Bowl 2007 XII  | Poules             |
| 2008        | Régionale   | -                | 0                | 0                | 0                | 0                | 0                | -                    | -                  |

## Bilan

### Championnat de France
| Compétition                                             | Type     | Participations | M.J. | Vic. | Nuls | Déf. | Pts pour | Pts Contre |
| ------------------------------------------------------- | -------- | -------------- | ---- | ---- | ---- | ---- | -------- | ---------- |
| D3 - Casque d'argent                                    | Saison   | 2              | 6    | 0    | 0    | 6    | 19       | 299        |
| D3 - Casque d'argent                                    | Play-off | 0              | 0    | 0    | 0    | 0    | 0        | 0          |
| D3 - Casque d'argent                                    | Total    | 2              | 6    | 0    | 0    | 6    | 19       | 299        |
| Ligue de football américain de Bretagne – Pays-de-Loire | Saison   | 4(1)           | 16   | 4    | 0    | 12   | 118      | 378        |
| Ligue de football américain de Bretagne – Pays-de-Loire | Play-off | 0              | 0    | 0    | 0    | 0    | 0        | 0          |
| Ligue de football américain de Bretagne – Pays-de-Loire | Total    | 43             | 16   | 4    | 0    | 12   | 118      | 378        |
| TOTAL                                                   | TOTAL    | 6              | 22   | 4    | 0    | 18   | 137      | 677        |

(1) Avec saison 2008.

### Autres compétitions
| Compétition | Type     | Participations | M.J. | Vic. | Nuls | Déf. | Pts pour | Pts Contre |
| ----------- | -------- | -------------- | ---- | ---- | ---- | ---- | -------- | ---------- |
| Ouest Bowl  | Saison   | 6              | 21   | 3    | 1    | 17   | 69       | 472        |
| Ouest Bowl  | Play-off | 3              | 6    | 0    | 0    | 6    | 14       | 75         |
| Ouest Bowl  | Total    | 6              | 27   | 3    | 1    | 23   | 83       | 547        |